# Dola Re Dola
"Dola Re Dola" es una sinfonía/canción de la película dramática y romántica del período indio de 2002 Devdas, dirigida por Sanjay Leela Bhansali y protagonizada por Shah Rukh Khan, Aishwarya Rai y Madhuri Dixit. La canción fue compuesta por Ismail Darbar, con letra proporcionada por Nusrat Badr y cantada por Kavita Krishnamurthy, Shreya Ghoshal y KK (coros). La canción recibió grandes elogios tanto de la crítica como del público, y se convirtió en un éxito de taquilla gracias al dúo de baile único entre Aishwarya Rai y Madhuri Dixit, dos de las actrices más destacadas de la época.

## Adaptación

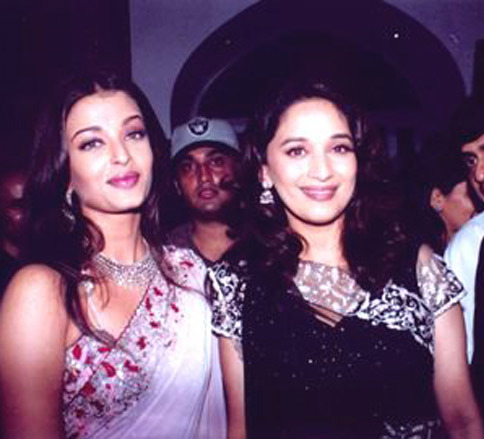
La canción se representa en Aishwarya Rai (izquierda) y Madhuri Dixit (derecha).

La canción se representa en Parvati (Aishwarya Rai) y Chandramukhi (Madhuri Dixit), y aparece durante la celebración de Durga Puja. Ambos están expresando el amor y el éxtasis de su baile. La canción del video también tuvo algunas tomas largas.
El video de la canción está rodado en los estudios construidos con un decorado lujoso y caro. Tuvo un costo de producción de ₹ 25 millones ($ 514,300), equivalente a ₹ 81 millones ($ 0,92 millones) ajustado por inflación. Fue el video musical de Bollywood más caro hasta "Azeem O Shaan Shahenshah" de Jodhaa Akbar (2008).

## Baile

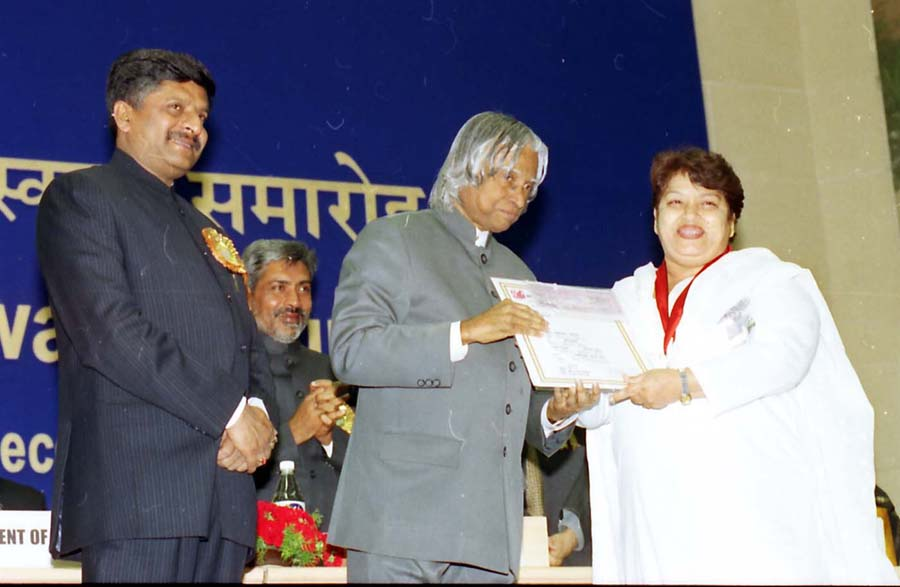
Khan recibió el Premio Nacional de Cine a la Mejor Coreografía por Dola Re Dola del presidente APJ Abdul Kalam, en diciembre de 2003.

La canción del video fue coreografiada por Saroj Khan, por la cual ganó su primer Premio Nacional de Cine a la Mejor Coreografía. La canción muestra a Parvati y Chandramukhi bailando durante Durga Puja. La coreografía de la canción era algo diferente, ya que era una mezcla de formas de danza clásica india. La forma de danza que Saroj Khan exploró con "Dola Re Dola", se llama Nautwary. Incluía pasos de Kathak y Bharatnatyam.

## Detrás de cámaras
Según Saroj Khan, esta canción fue una de las más difíciles que tuvo que soportar, ya que Madhuri y Aishwarya son bailarinas brillantes. Tenía que equilibrarse dando pasos igualmente buenos para ambos de modo que ninguno de ellos sintiera que se quedaría fuera. Pero nada de eso ocurrió. Durante la toma, hubo varias retomas y en un momento determinado, tuvieron que realizar un paso que tuvieron que caer, para estar perfectamente sincronizados con los tiempos. Se volvió físicamente exigente para ambas actrices. Sanjay Leela Bhansali participó en las secuencias de baile.
Durante la sesión, las orejas de Aishwarya comenzaron a sangrar debido a los pesados aretes, pero ella no lo dijo y continuó disparando hasta que terminó.

## Recibimiento
La canción se convirtió en un éxito instantáneo, ya que combinó a las 2 heroínas principales de la época en una canción de baile única. La canción recibió numerosos premios en las categorías de canto y coreografía.

## Elogio
| Año  | Otorgar                    | Candidato                             | Categoría                               | Resultado | Árbitro.    |
| ---- | -------------------------- | ------------------------------------- | --------------------------------------- | --------- | ----------- |
| 2003 | Premios Filmfare           | Kavita Krishnamurthy y Shreya Ghoshal | Mejor cantante femenina de reproducción |           | [ 1 ] [ 2 ] |
| 2003 | Premios Filmfare           | Saroj Khan                            | Mejor coreografía                       |           | [ 1 ] [ 2 ] |
| 2003 | Premios Filmfare           | Nusrat Badr                           | mejores letras                          |           | [ 1 ] [ 2 ] |
| 2003 | Premios IIFA               | Kavita Krishnamurthy y Shreya Ghoshal | Mejor cantante femenina de reproducción |           | [ 3 ]       |
| 2003 | Premios IIFA               | Saroj Khan                            | Mejor coreografía                       |           | [ 3 ]       |
| 2003 | Premios IIFA               | Nusrat Badr                           | mejores letras                          |           | [ 3 ]       |
| 2003 | Premios Nacionales de Cine | Saroj Khan                            | Mejor coreografía                       |           | [ 4 ]       |
| 2003 | Premios Zee Cine           | Kavita Krishnamurthy y Shreya Ghoshal | Mejor cantante femenina de reproducción |           | [ 5 ]       |
| 2003 | Premios Zee Cine           | Saroj Khan                            | Mejor coreografía                       |           | [ 5 ]       |
| 2003 | Premios Stardust           | Shreya Ghoshal                        | Nueva Sensación Musical - Mujer         |           | [ 6 ]       |
| 2003 | Premios Sansui             | Kavita Krishnamurthy y Shreya Ghoshal | Mejor cantante femenina de reproducción |           | [ 7 ]       |

## Véase además
- Devdas
- Bairi Piya